# AlliedSignal
AlliedSignal je bilo ameriško podjetje, ki je nastalo leta 1985 z združitvijo podjetij Allied Corp. in Signal Companies. Leta 1999 je AlliedSignal v $15 milijardni pogodbi prevzel podjetje Honeywell in prevzel ime njegovo ime. 

## Produkti
- Letalska industrija
  - Avionika
  - Pomožne pogonske enote (APU)
  - Sistemi za klimatizacijo (ECS)
  - Luči na letalih
  - Pristajalno podvozje
  - Snemalnik zvoka v kokpitu (CVR)
  - Letalski motorji za regionalna in poslovna letala
- Avtomobilska industrija
  - Autolite - vžigalne svečke
  - Fram - zračni, oljni in gorivni filtri
  - Prestone - Antifriz